# Конклав 1724 года
Конклав 1724 года был созван после смерти Папы Иннокентия XIII. Он начался 20 марта 1724 года и закончился 28 мая того же года избранием кардинала Пьетро Франческо Орсини, монаха-доминиканца, папой римским Бенедиктом XIII. Этот конклав был составлен в основном из тех же выборщиков, которые избрали Папу Иннокентия XIII в 1721 году, и на нём доминировали те же фракции. Было предпринято множество попыток избрать кандидата, приемлемого для различных католических монархий того времени, но ни одна из них не увенчалась успехом до мая. Бенедикт XIII сопротивлялся своему избранию в течение двух дней, прежде чем его убедили принять его.

## Предыстория
На конклаве, который избрал Иннокентия XIII в 1721 году, доминировали кардиналы, назначенные Климентом XI, который был папой римским в течение 21 года и назначил более 70 кардиналов за это время. Конклав, избравший Иннокентия XIII, ознаменовался новым союзом между французскими и испанскими кардиналами из-за смены династии на испанском троне после войны за испанское наследство, в результате которой Филипп V Бурбон — внук французского короля Людовика XIV, взошёл на престол, ранее принадлежавший Габсбургам. Иннокентий XIII был избран единогласно с перспективой сотрудничества как с бурбонской Францией, так и с габсбургским императором Священной Римской империи. Иннокентий XIII был тяжело болен в течение года до своей смерти 7 марта 1724 года, и подготовка к конклаву для избрания его преемника началась ещё до его смерти.

## Конклав

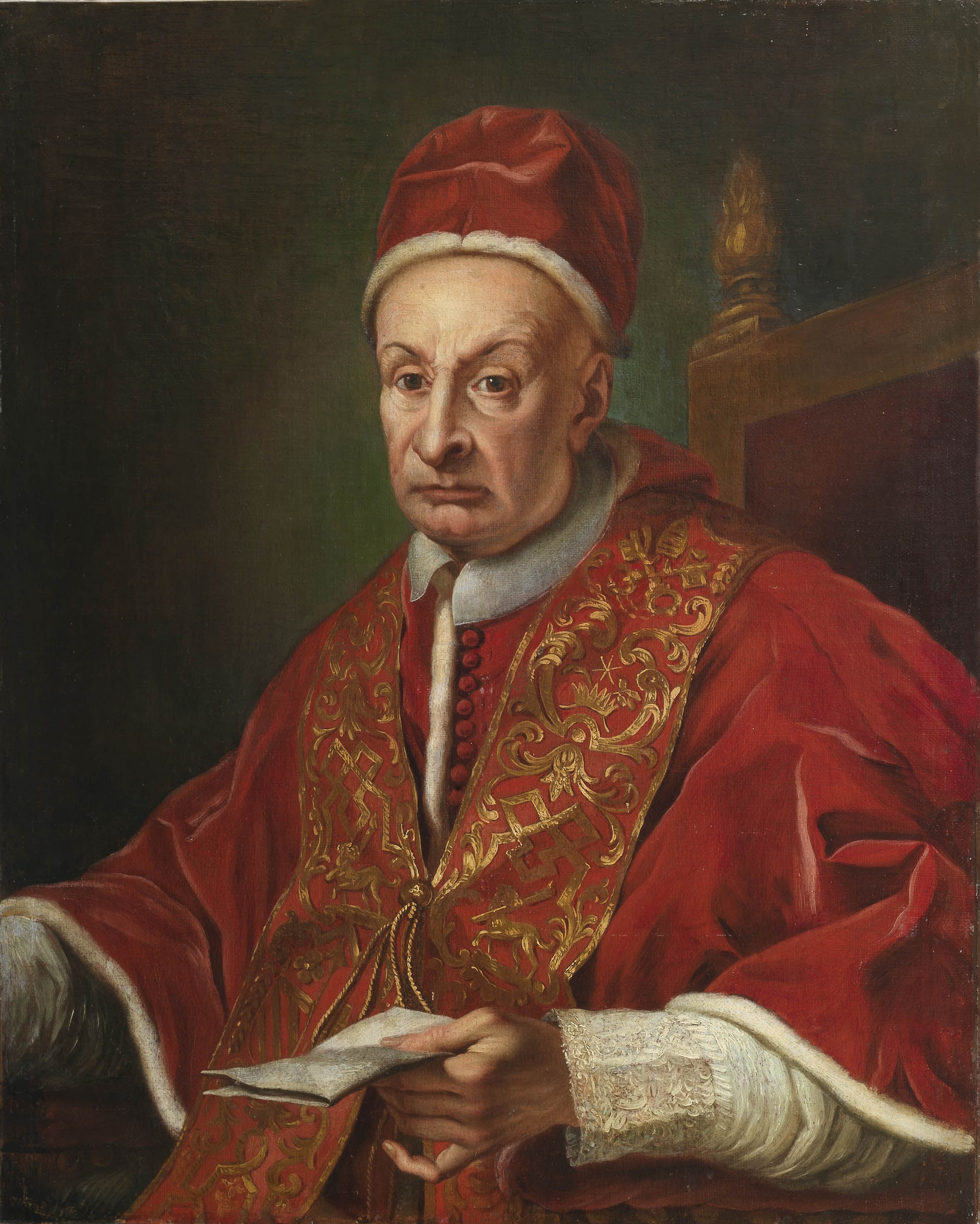
Бенедикт XIII

За время своего понтификата Иннокентий XIII назначил только трёх новых кардиналов. Когда он скончался, состав Коллегии кардиналов и её фракций был аналогичен составу той, которая его избрала. Конклав начался 20 марта 1724 года, на нём присутствовало всего 33 кардинала-выборщика, но в конечном итоге в выборах приняли участие 53 кардинала.
В начале конклава выборщики от фракции дзеланти попытались избрать Джузеппе Ренато Империали, но это оказалось невозможным из-за его непопулярности как во Франции, так и в Испании. После этой попытки кардиналы, представлявшие Бурбонов, настояли на том, чтобы не предпринимать никаких серьёзных попыток избрать нового Папу, пока не прибудут все кардиналы, которые направлялись на конклав, и пока выборщики не получат инструкций от различных католических монархов.
Аннибале Альбани, брат Климента XI, пытался избрать Папой Фабрицио Паолуччи, которого он ранее поддерживал в 1721 году. Император Священной Римской империи Карл VI был противником Паолуччи, поскольку симпатизировал Бурбонам, и папское вето от Карла VI пришло из Вены ещё до того, как Паолуччи удалось избрать. Несколько выборщиков продолжили голосовать за Паолуччи после того, как его исключили в знак протеста против вето. Представители Англии попытались повлиять на конклав, чтобы уменьшить почести, оказанные в Риме членам дома Стюартов, но их влияние было ограничено, поскольку Джулио Альберони, согласившийся помочь им, не имел значительного влияния на конклаве.
Карл VI поручил своему представителю при папском дворе Максимилиану Ульриху фон Кауницу тесно сотрудничать с Альваро Сьенфуэгосом, чтобы избрать кандидата, которому он отдавал предпочтение. Инструкции Сьенфуэгоса заключались в том, что кардиналы Памфили, Валлемани, Спада, Пьяцца, Коррадини, Караччоло, Танара, Орсини, Руффо, Колонна, Давиа, Бонкомпаньи, Пико и Пиньятелли будут приемлемы для императора, а кардиналы Паолуччи, Оливьери, Бусси, Сакрипанте и Ориго должны быть исключены.
Сьенфуэгос возглавил выборщиков, входивших в имперскую партию, в попытке избрать Джулио Пьяццу. 13 мая Пьяцца был почти избран, но ему не хватило четырёх голосов. Выборщики были уверены, что смогут избрать его, поскольку для участия в конклаве прибыло всё больше кардиналов, а в Риме стало известно, что Пьяцца, скорее всего, станет новым Папой. Альбани не поддержал это предложение, поскольку он не принимал участия в переговорах, несмотря на то, что был первоначальным выборщиком, предложившим кандидатуру Пьяццы, и подорвал его избрание, предложив Пьерфранческо Орсини в качестве альтернативного кандидата.

## Избрание Папы Бенедикта XIII
28 мая конклав единогласно избрал Орсини Папой. На прошлых конклавах он не рассматривался как серьёзный кандидат, поскольку у него не было политического опыта. Орсини тогда было 75 лет, и кардиналам потребовалось два дня, чтобы убедить его принять свое избрание. Сообщалось, что ночь перед избранием он провёл без сна и в слезах. Даже когда кардиналы привели его в Сикстинскую капеллу для официального голосования по избранию его Папой, убедившись, что он примет это решение, но он всё ещё не желал признавать своё избрание. В конечном итоге он принял это решение только после того, как его убедил в этом Агостино Пипиа, генеральный магистр доминиканского ордена, членом которого он являлся. Приняв своё избрание, он попытался взять имя Бенедикт XIV, что означало бы признание антипапы Бенедикта XIII, последнего авиньонского папы во времена Западной схизмы. Юристы Римской курии в конце концов убедили Орисини взять имя Бенедикт XIII.
Избрание Орсини было примечательным в то время, поскольку для кардиналов было необычно избирать монахов, поскольку некоторые считали их слишком строгими. Члены религиозных орденов в то время часто пользовались уважением кардиналов, но избирались редко, причем Бенедикт XIII был лишь четвёртым после Тридентского собора. В отличие от других нищенствующих монахов, избранных на папский престол в этот период, он имел знатное  происхождение, будучи старшим сыном герцога Гравины, но утратил права на титул отца, чтобы вступить в орден доминиканцев.